# قطار اتمی
قطار اتمی (به انگلیسی: Atomic Train) مینی‌سریال محصول سال ۱۹۹۹ و به کارگردانی دیوید جکسون و دیک لاوری است. در این فیلم بازیگرانی همچون راب لو، کریستین دیویس، اسای مورالس، جان فین، مینا سوواری، زاک وارد، اریک جانسون، ادوارد هرمان، دان اس. دیویس و کریس الیس ایفای نقش کرده‌اند.